# 모스타 FC
모스타 FC(Mosta Football Club)는 몰타 모스타의 축구 클럽으로, 현재 몰타 프리미어리그에서 활동하고 있다. 모스타는 몰타의 최상위 리그에서 1974–75, 1987–88, 2002–03, 2005–06 시즌까지 총 네 시즌 참가했었으며 2010-11 시즌에 3위로 프리미어리그로 승격해 현재까지 참가하고 있다.

## 선수 명단

### 현역
참고: FIFA 자격 규정에 따라 소속된 국가대표팀 국기를 표시합니다. 선수는 복수의 FIFA 비회원국 국적을 가지고 있을 수 있습니다.
| 번호 | 포지션 | 국적       | 이름          |
| ---- | ------ | ---------- | ------------- |
| 9    | FW     |            | 술레이만 코네 |
| 22   | GK     | 나이지리아 | 악판 우도     |

| 번호 | 포지션 | 국적 | 이름                    |
| ---- | ------ | ---- | ----------------------- |
| 96   | DF     |      | 콘스탄티노스 램프시아스 |

### 역대
틀:모스타 FC 선수 명단